# Heterosquilloides insolita
Heterosquilloides insolita is een bidsprinkhaankreeftensoort uit de familie van de Tetrasquillidae. De wetenschappelijke naam van de soort is voor het eerst geldig gepubliceerd in 1963 door Manning.